# باغجه سراي (وان)
باغجه سراي (بالتركية: Bahçesaray)‏ هي بلدة ومُديريَّة تقع في ولاية وان بتركيا. تصل مساحتها إلى 426 م²، وترتفع عن سطح البحر حوالي 1767 م.